# Bruksspelet i Klippan
Bruksspelet i Klippan är ett sedan 2013 årligt återkommande teaterevenemang på Klippans pappersbruk i norra Skåne.
Bruksspelet följer den gamla svenska traditionen av bygdespel med lokal anknytning och startades på initiativ av artisten och projektledande producenten Heléne Lindquist. Spelet skildrar olika tidsepoker för varje år och bygger på en fri verklighetsgrund från brukets och Klippan-bygdens historia och persongalleri. Det spelas sedan 2013 i juli varje år med en stor ensemble på 60-70 personer bestående av professionella skådespelare och amatörer i alla åldrar från bygden i samverkan med den lokala teaterverksamheten Amabile ledd av Heléne Lindquist. Skådespelet äger rum vid den stora lastkajen till brukets gamla lumpförråd med uppbyggda publikläktare. I samband med föreställningarna visas beledsagande utställningar på brukets museum och i bodar säljs bland annat konsthantverk av bygdens föreningsliv.
Den ursprungliga produktionen, Sunnerdahl på liv och död, utspelades vid 1830-talets maskinella nysatsningar, då Sveriges första pappersmaskin installerades i Klippan. Denna skrevs och regisserades av Ewa Ohlson-Westin med nyskriven musik av P-O Nilsson. Året därpå utvecklades produktionen vidare med Andreas Eldeen som bruksägaren Sven-Magnus Sunnerdahl och bland andra Dan Kandell och Tuva Börgesdotter Larsen.  För regi och manus stod nu Annika Kofoed, som fortsatt med det sedan dess. 2014 års föreställning tog tydligare formen av en musikal med mer musik av P-O Nilsson med stora sång- och dansnummer. 
2015 års uppsättning Agnes utspelades då järnvägen kom till Klippan på 1870-talet och placerade fokus på tidens villkor för kvinnorna med Elin Rusk i titelrollen som frihetslängtande dotter till nye patronen Christen Asp Bock. År 2016 års föreställning, Regnbågen, utspelas vid 1950-60-tal och tillkomsten av Klippans dansrestaurang Regnbågen med framväxande rock'n'rollmusik, brottning, könsroller, Regina Lund som stilskole-lärare från Stockholm och Stefan Clarin som grekisk gästarbetare med flera.
2017 års uppsättning Högt flygande planer utspelade sig på 1920-talet i Klippan och Ljungbyhed och  året efter förflyttade Bruksspelet sig till 1970-talet i På farfars tid med punkmusik och relationen mellan far och son.
Musiken från produktionerna har givits ut på CD.